# La aventura explosiva
La aventura explosiva es una película de Argentina filmada en Eastmancolor dirigida por Orestes A. Trucco según el guion de Salvador Valverde Calvo que se estrenó el 24 de febrero de 1977 y que tuvo como actores principales a Ricardo Bauleo, Víctor Bó, Julio De Grazia y Thelma Stefani. El futuro director de cine Juan Carlos Desanzo fue su director de fotografía. Los exteriores fueron filmados en el Delta del Tigre.

## Sinopsis
Los superagentes deben proteger a un científico inventor de un nuevo tipo de combustible sintético que funciona si no se sobrepase determinada velocidad. Enfrentaran a la banda internacional de Mercurio y a otra que se disputa el mismo objetivo. La identidad del jefe mafioso internacional se develara hacia el final, cuando los superagentes se vean obligados a aterrizar de emergencia un avión pasajeros.

## Reparto
- Ricardo Bauleo… Tiburón
- Víctor Bó… Delfín
- Julio De Grazia… Mojarrita
- Thelma Stefani… Victoria Kipling
- Rodolfo Ranni... Franklin
- Jorge Villalba... Mercurio / Falso capitán Nautilus
- Aldo Barbero... Ulises
- Enrique Kossi… Jefe de Acuario
- Adriana Constantini… Diana
- Pablo Palitos… Profesor Del Valle
- Emilio Disi... Lucas Franklin
- Arturo Maly... Scott
- Hugo Caprera... Socio de Ulises
- Juan Domingo Vera… Wang Ching alias "King Kong"
- Carmen Barbieri... Mafalda Campanini
- Naanim Timoyko... Empleada de Acuario
- Juan Carlos de Seta
- Gustavo Garfagna
- Evangelina Massoni

## Comentarios
Daniel López en La Opinión escribió:

«Aunque se beneficia con un guion mucho más atractivo y pletórico de incidentes que el de las anteriores aventuras… y con un buen trabajo fotográfico… no logra disimular esa condición de ‘quiero y no puedo’, advertible en especial en aquellas secuencias que debieron ser espectaculares».

La Nación opinó:

«Cuenta con los elementos adecuados para proporcionar aceptable cuota de diversión, en especial a la platea infantil».

Manrupe y Portela escriben:

«Tercer film de la serie con algo más de ambición en la historia y narración».